# Gleb (Sawin)
Gleb, imię świeckie Gieorgij Siemionowicz Sawin (ur. 2 stycznia 1945 w Chizowie, zm. 28 września 1998 w Żłobinie) – biskup Rosyjskiego Kościoła Prawosławnego.
W 1969 ukończył seminarium duchowne w Moskwie, zaś w 1973 – Moskiewską Akademię Duchowną z tytułem kandydata nauk teologicznych. 21 grudnia 1971, będąc jeszcze studentem, złożył wieczyste śluby mnisze w Ławrze Troicko-Siergijewskiej, następnie 15 lutego 1972 został wyświęcony na hierodiakona, zaś 27 lutego 1973 – na hieromnicha. Od 1976 prowadził działalność duszpasterską w eparchii donieckiej i wykładał w seminarium duchownym w Odessie.
20 lipca 1990 Święty Synod Rosyjskiego Kościoła Prawosławnego wyznaczył go na biskupa symferopolskiego i krymskiego. Chirotonia biskupia Gleba (Sawina) miała miejsce 2 sierpnia tego samego roku. Jeszcze w tym samym roku, w listopadzie, został przeniesiony na katedrę dniepropetrowską i zaporoską. Z powodu konfliktów z miejscowym duchowieństwem biskup Gleb zrezygnował jednak z jej zarządu. W 1992, na mocy decyzji Synodu, przeszedł w skład duchowieństwa Egzarchatu Białoruskiego i w sierpniu 1992 objął katedrę połocką i głębocką. W 1996 przeszedł w stan spoczynku z wyznaczonym miejscem zamieszkania w monasterze Przemienienia Pańskiego w Muromie.